# LOIC
LOIC (акроним от Low Orbit Ion Cannon, свързван с игрите от серията Command & Conquer) е програма с отворен код за осъществяване на мрежови атаки, написана на програмния език C#. Първоначално е разработана от Praetox Technologies, но по-късно  е публикувана като обществено достояние. Програмата изпълнява разпределена атака от типа DoS атака чрез непрекъснато подаване на заявки на атакувания сървър или сайт TCP-, UDP-пакети или HTTP-заявки с цел затормозване работата във фукционирането на определен хост.
Съществува също редакция на програмата LOIC Hive Mind, способна автоматически да осъществява атака посредством IRC, RSS или Twitter, което позволява централизирано стартиране на DDoS атаки с използване на компютри на доброволци. 

## Забележки
1. ↑  Praetox Technologies – Sauce
2. ↑  Hive Mind LOIC | Download Hive Mind LOIC software for free at SourceForge.net